# 倉品淳子
倉品淳子（くらしな じゅんこ、1967年 - ）は福岡県出身の舞台女優、劇団山の手事情社の構成員である。

## 人物
地元福岡で15歳の頃より演劇活動を開始。高校在学中の1985年からエフエム福岡のパーソナリティとして活躍。
翌年、RKBラジオ『HiHiHi』（メインパーソナリティは山崎銀之丞）の女性アシスタント集団「象足シスターズ」の第一期生に選ばれ、倉品遊子（くらしな ゆうこ）として活動する。又、ラジオ以外にもベスト電器のCM出演をはじめ、福岡の各メディアでタレントとしても活躍したが、1990年に上京、劇団山の手事情社に入団した。
現在では同劇団の看板役者として活躍の傍ら高校や演劇学校の講師を勤め、2002年にはヘブンアーティスト（東京都公認ストリートパフォーマー）の資格を取得した。
インプロや大道芸、「あなざ事情団」「門限ズ」などのユニットに参加し、観客参加型演劇、他分野アーティストとの作品作りなど演劇の可能性を広げる活動も同時に行っている。
スイス、ドイツ、ポーランド、ルーマニア、韓国など海外での公演も多数。
2006年より演出家としての活動を始め、2009年より宮城の住民劇団えずこシアター、2012年より認定NPO法人ニコちゃんの会「すっごい演劇アートプロジェクト」チーフプロデューサー、2020年より綾瀬シニア劇団haleのプロジェクトリーダーを務める。
60歳以上の女性や身体に障がいを持つ人たちを俳優として起用し、その特異な身体性や精神性を活用して作品作りやワークショップも行い、さらなる新しい演劇を模索している。

## 出演

### 舞台
- 劇団唐ゼミ☆第32回公演『少女仮面』（2024年7月25日 - 28日、恵比寿・エコー劇場）[1]